# フェラーリ・F10
フェラーリ F10 (Ferrari F10) は、スクーデリア・フェラーリが2010年のF1世界選手権参戦用に開発したフォーミュラ1カーである。2010年の開幕戦から最終戦まで実戦投入された。フェラーリとしてのコードナンバーは661。

## 概要
F10とは、「2010年のF1参戦用マシン」を意味する。2009年のF60の苦戦を反省材料として、アルド・コスタを中心とする技術陣が設計した。レギュレーション改訂でレース中の燃料再給油が禁止されたことに対応しており、また、流行のマルチディフューザー搭載を前提としてデザインされた。

### シャーシ
フロントノーズが前方により長くなり、フロントサスペンション取り付け部分の前後は、2009年シーズンにレッドブル・RB5が採用していた、Vノーズと呼ばれる、モノコックの両端が持ち上がった形状を採っている。また、フェラーリ・F60でも2009年ヨーロッパGPでのフリー走行で、同様の形状をしたモノコックが試されていた。
ホイールカバーの使用が禁止されたため、フロントホイールと同じ材質で製作された2重のリング状のパーツが装着され、リヤホイールは、リムの部分の形状が変更されている。
サイドポンツーンはモノコック側の上面が低く、外側に向けて盛り上がるような形状となっている。サイドミラーは、F60から引きつづきサイドポンツーン外側のポッドフィン先端に装着された。しかし、ミラーが見えていないのではないかという疑いからレギュレーションでこのミラー位置は禁止され、第5戦スペインGPから、サイドミラーがコクピット両脇に移設されている。
開幕戦バーレーンGPには、リヤウイングと接続する形に変更されたシャークフィンを備えたエンジンカウルや、前述のホイールなどが新たに持ち込まれた。
第4戦中国GPフリー走行では、リアウイングを失速させてドラッグを減らし最高速度を向上させる効果のある「簡易型Fダクト」（フェラーリはこのシステムを、"Management System for the Blown Rear Wing"と呼称している）をテスト。第5戦スペインGPからドライバーの操作が可能なFダクトが実戦投入された。左手の甲でダクトを操作することによって装置を操作している。オンボードカメラにもそのシーンが映されていた。
エキゾーストパイプの上方排気口の位置はF60よりも前寄りになった。第9戦ヨーロッパGPからはブロウン・ディフューザーが導入され、エキゾーストパイプの取り回しが変更された。また、サイドポンツーン内のラジエターについても、形状の変更による面積の拡大が図られている。第18戦ブラジルGPでは完成型とみられるブロウン・ディフューザーが投入された。

### 駆動系
エンジンとギヤボックスは、前方に向かって3.5度傾けられた。車両後部を持ち上げることによってディフューザー設計の自由度を高める狙いがある。
第3戦マレーシアGP決勝でアロンソのエンジンがブロー、フェラーリエンジンのザウバーの2台がニューマチックの故障、第4戦中国GPの1日目でアロンソのエンジンがブロー、決勝でもザウバーのデ・ラ・ロサがエンジントラブルに見舞われたため、FIAの許可のもと、第5戦スペインGPから改良型エンジンを搭載する。
なお、マッサは第14戦シンガポールGPまでにレギュレーションで規定された8基のエンジンを使い切ってしまい、同レース決勝に9基目のエンジンを投入している。
通常はブレンボ製ディスクブレーキを使用するが、高速コースでブレーキに負担の大きい第8戦カナダGP（ジル・ヴィルヌーヴ・サーキット）ではカーボンインダストリー製のものが使用された。

### カラーリング
カラーリングはF60と同じく赤を主体としているが、新たに前後ウイングが白に塗装され、2010年からフェラーリのスポンサーとなったサンタンデール銀行のマーキングが施されている。
エンジンカバーにはマールボロのロゴを模したと言われる赤・白・黒のバーコードのようなロゴが掲載されていた。第5戦スペインGP前にイギリスの医師会から、このロゴがたばこ広告を連想させるサブリミナル効果を持っているのではないかと指摘された。フェラーリ側は、そういう意図があることを否定したが、第5戦スペインGP以降バーコードロゴが撤去された。第7戦トルコGPではバーコードがあった部分に「800」という数字を表示した。これは、フェラーリにとってのF1参戦800戦目を記念したロゴである。第8戦カナダGP以降はエンジンカバー部分に何もマーキングは施されず、赤一色となった。

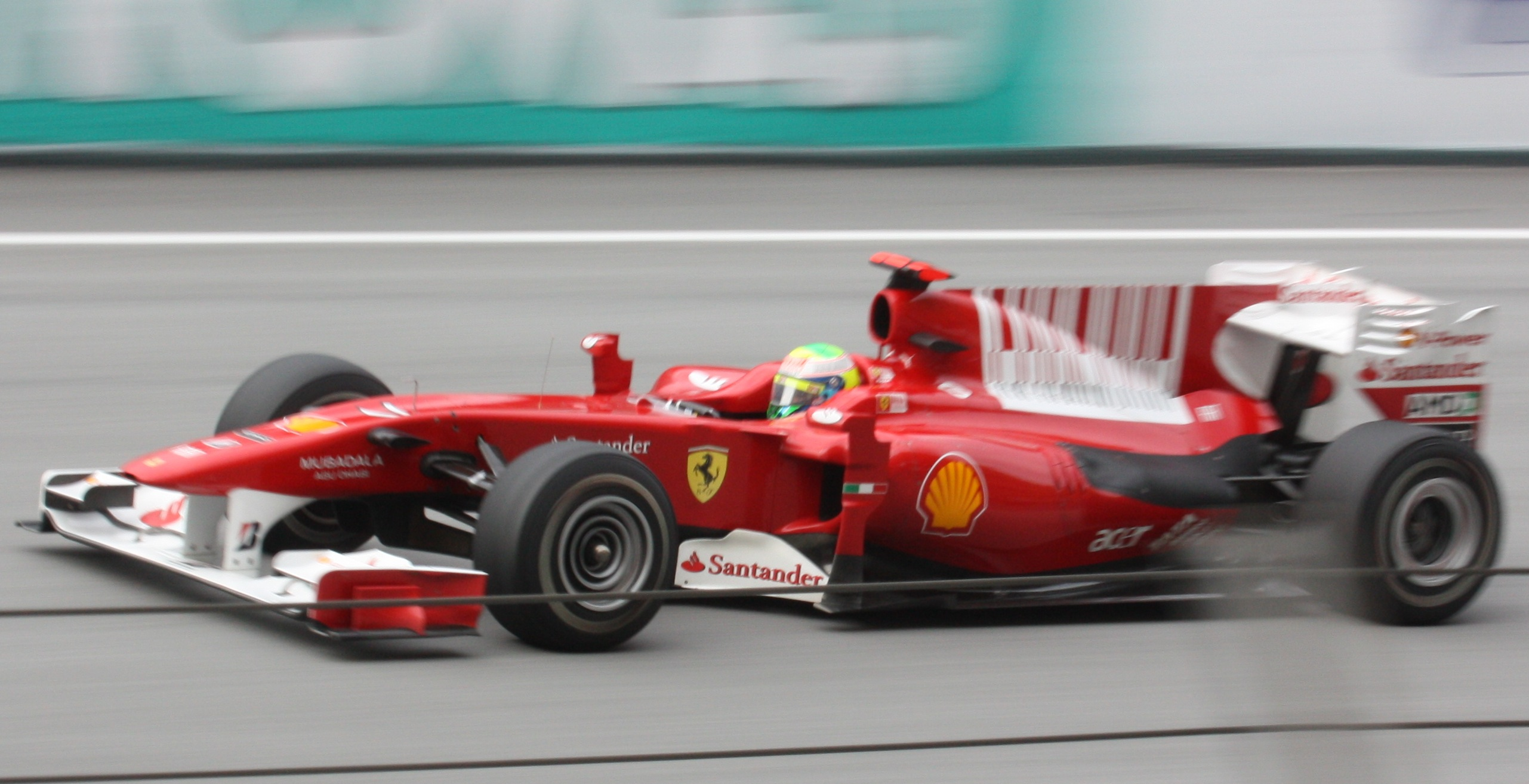
第2戦マレーシアGPでのF10。エンジンカバー部分にバーコードロゴが見える。
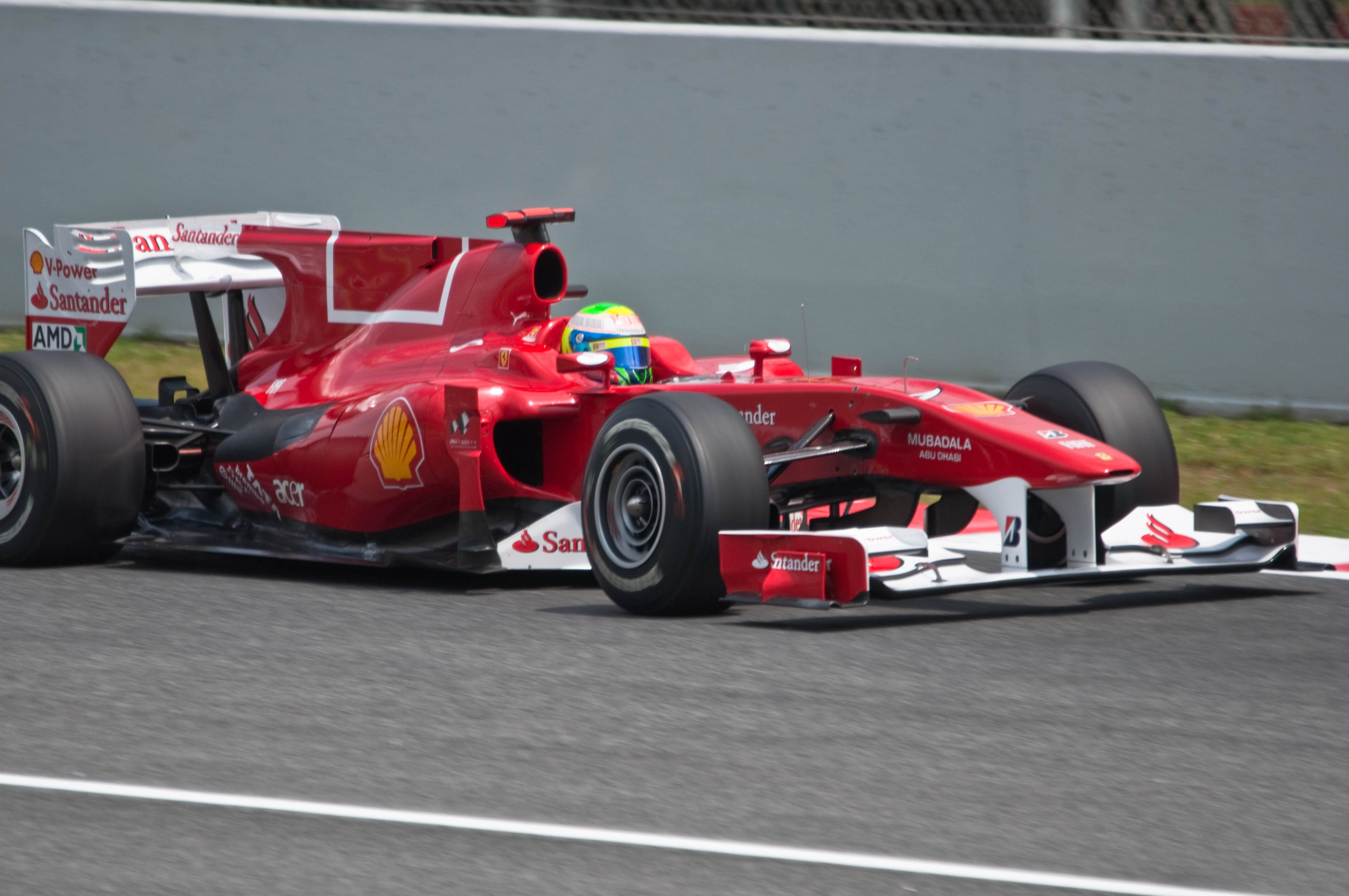
第5戦スペインGPでのF10。バーコードロゴが撤去され、白線で囲まれている。
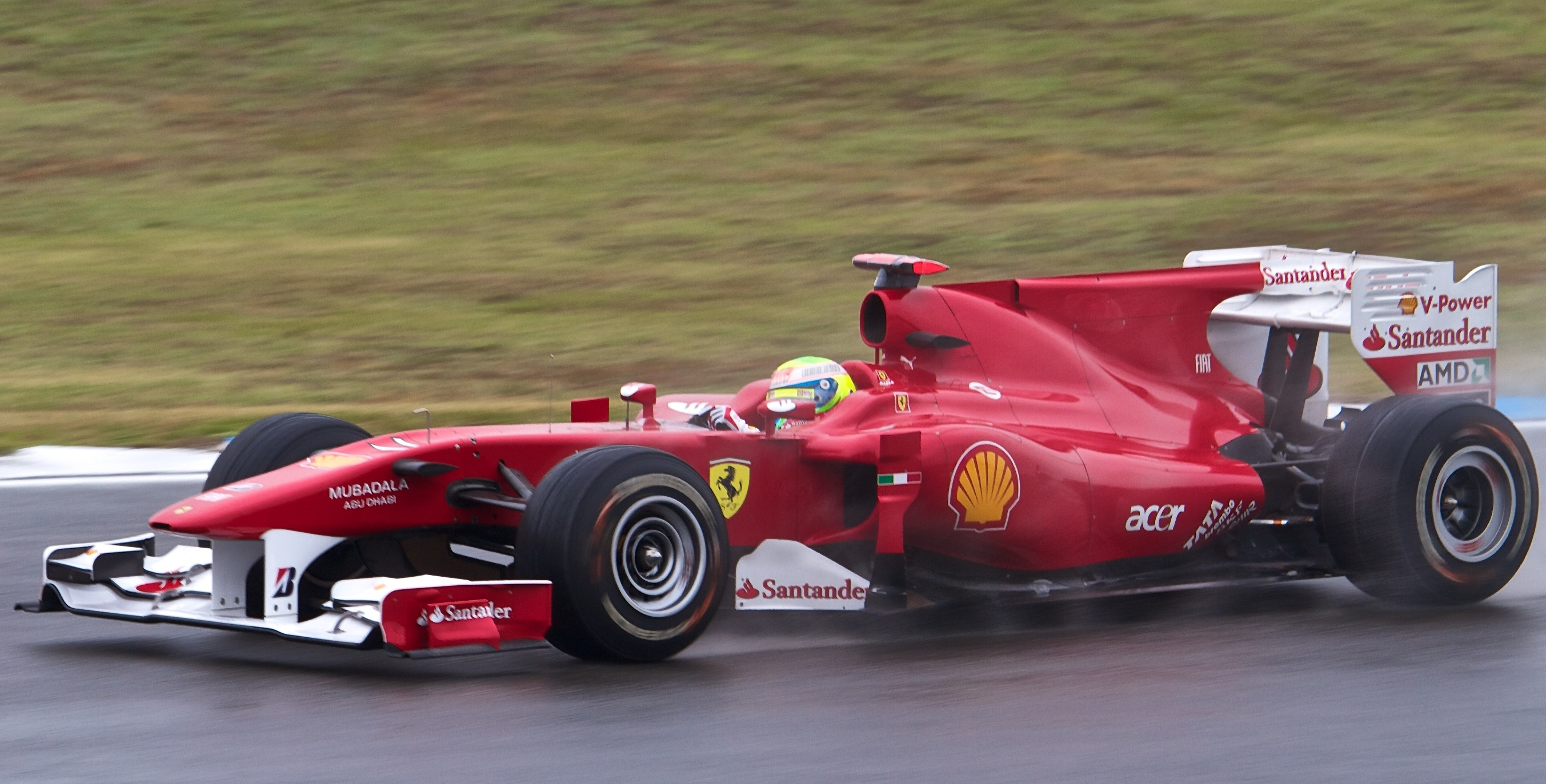
第11戦ドイツGPでのF10。エンジンカバーが赤1色となっている。

## スペック

### シャーシ
- シャーシ名 F10(661)

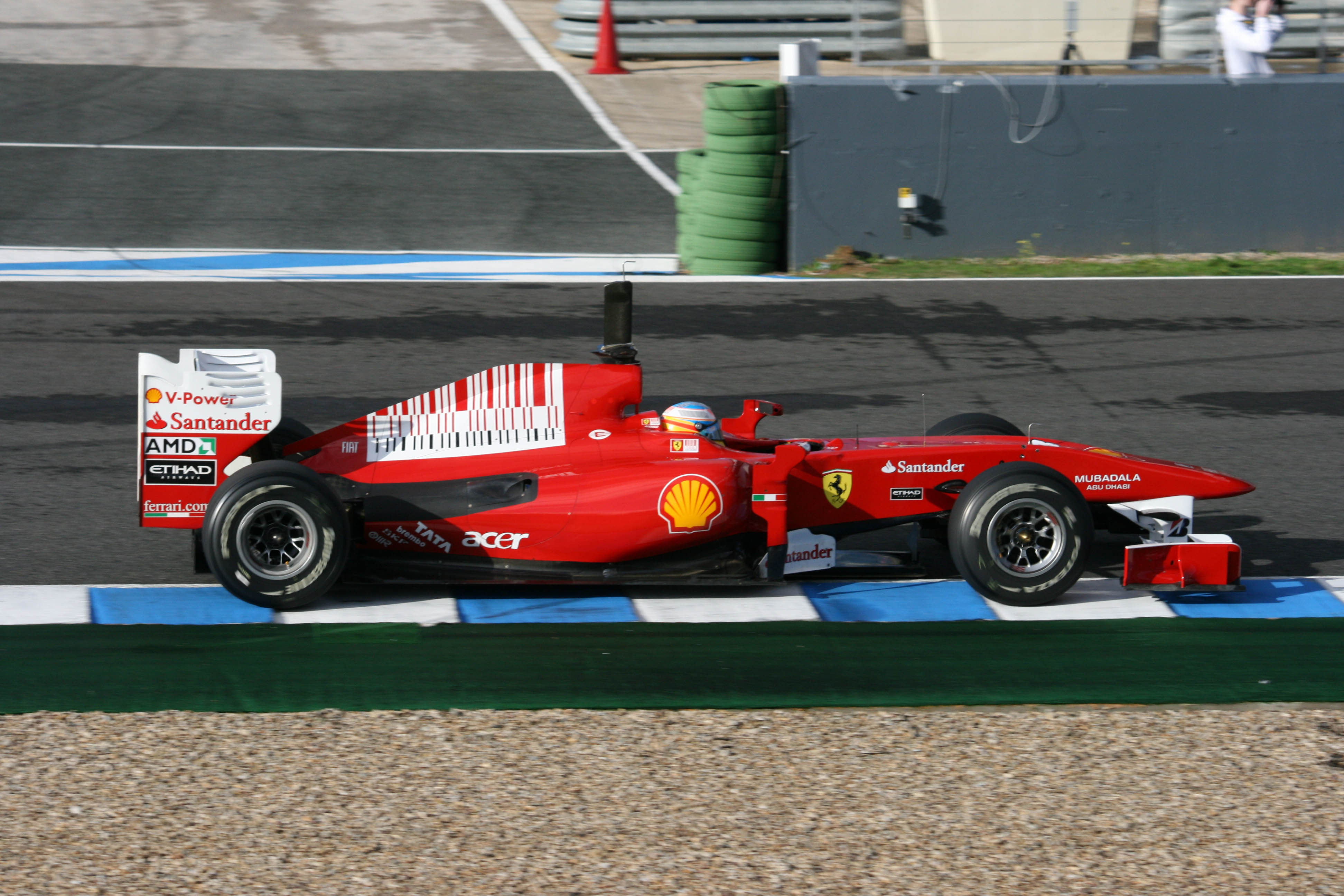
ヘレステストでフェルナンド・アロンソがドライブするF10

- シャーシ構造 カーボンファイバー/ハニカムコンポジット複合構造モノコック
- ブレーキキャリパー ブレンボ
- ブレーキディスク・パッド ブレンボベンチレーテッド式カーボンファイバーディスクブレーキ
- サスペンション 前後プッシュロッドアクティブトーションスプリング/ダブルウィッシュボーン
- ホイール BBS13インチ
- タイヤ ブリヂストン
- ギアボックス 縦置きスリップディファレンシャル制御7速＋リバース1速クイックシフトセミオートマチック
- 重量 冷却水、潤滑油、ドライバーを含めて620kg

### エンジン
- エンジン名 フェラーリTipo056
- 気筒数・角度 V型8気筒・90度
- 排気量 2,398cc
- 最高回転数 18,000rpm（レギュレーションで規定）
- シリンダーブロック アルミニウム製
- バルブ数 32
- ピストンボア 98mm
- 重量 95kg
- スパークプラグ NGK[18][19]
- 燃料 シェルULG-66L/2
- 潤滑油 シェル
- イグニッション マニエッティ・マレリ
- インジェクション マニエッティ・マレリ

## 2010年シーズン

### シェイクダウン
1月28日にチームの本拠地であるイタリア・マラネロで発表され、ライブ配信された。その後、フェリペ・マッサによってフィオラノサーキットでのシェイクダウンが予定されていたが、天候の都合で中止となり、2月1日にバレンシア・サーキット（リカルド・トルモ・サーキット）で行われたバレンシア合同テストが初走行となった。
シャーシナンバー281がこのバレンシア合同テストでシェイクダウンされた。2月11日のヘレス・サーキットでのテスト2日目にはシャーシナンバー282がデビューしている。さらにシーズン開始前最後の合同テストである2月25日 - 27日に行われたバルセロナテストでは、シャーシナンバー283がシェイクダウンされた。（シャーシナンバー283は、第6戦モナコGPの予選でのフェルナンド・アロンソのクラッシュが原因で使用不能となった）

### シーズン概要

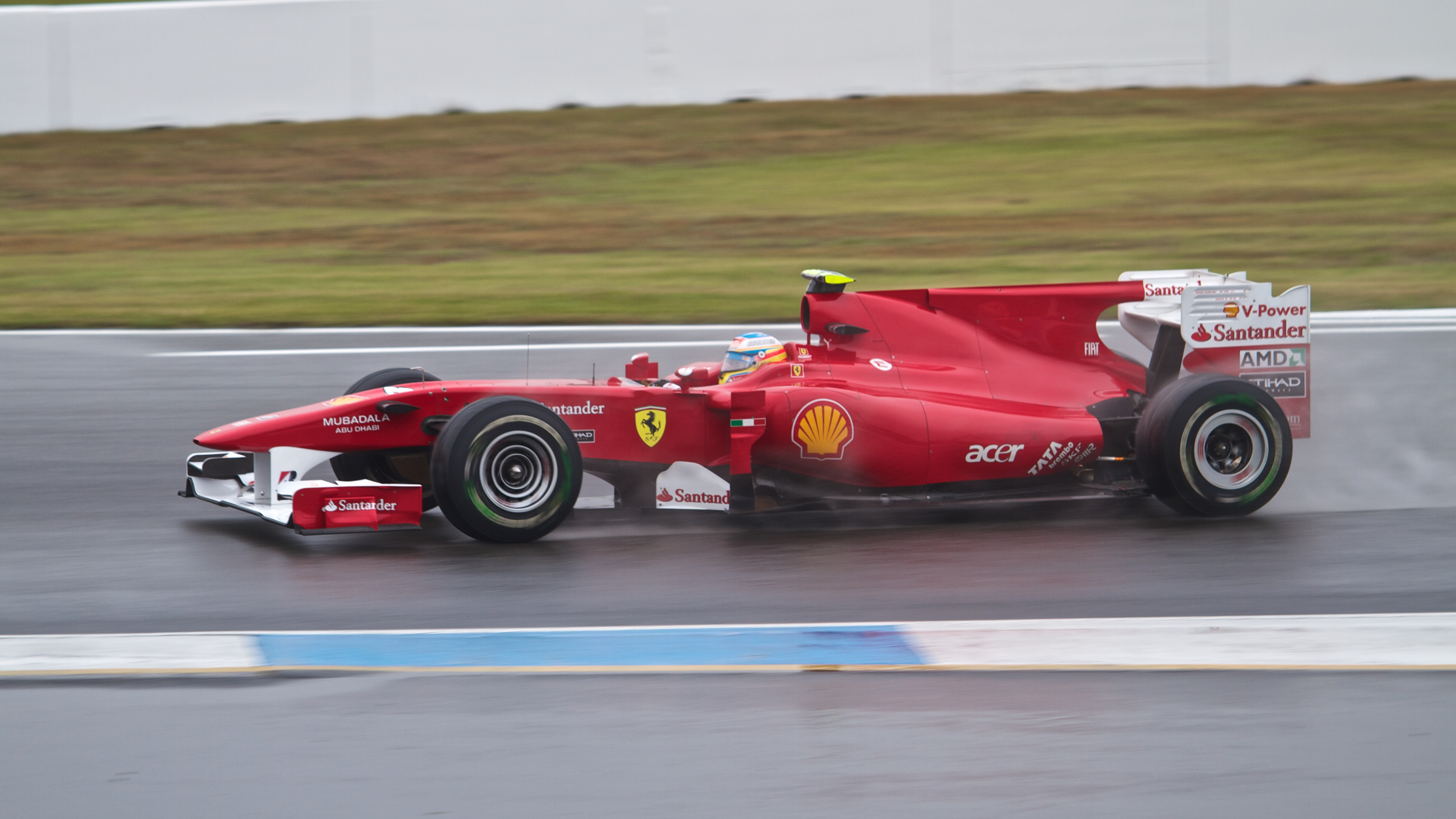
第11戦ドイツGPで優勝したアロンソ

プレシーズンテストは好調に推移し、新加入のアロンソは「これまで乗ったなかで最高のマシンだ」とコメントした。開幕戦バーレーンGPではアロンソとマッサがワンツーフィニッシュを決め、好調なスタートを切った。しかし、序盤戦はエンジンの信頼性に問題を抱え、シーズンが進むにつれマクラーレン・MP4-25やレッドブル・RB6との差が明らかとなった。ドライバーはダウンフォース不足やパフォーマンス改善の必要性を訴え、チーム代表ステファノ・ドメニカリはFダクトの導入にリソースを費やしすぎていたことを認めた。
第9戦ヨーロッパGPからブロウン・ディフューザーを投入すると徐々に調子を上げ、第11戦ドイツGPではチームオーダー疑惑で罰金10万ドルを課されながら、開幕戦以来のワンツーフィニッシュを果たした。その後もF10は超高速のモンツァ・サーキットと低速のシンガポール市街地コースというタイプの異なるトラックで優勝するポテンシャルをみせた。アロンソはポイントリーダーとして最終戦アブダビGPに臨んだが、ストレートスピードの速いルノー・R30を抜きあぐねて7位に終わり、土壇場でタイトルをものにできなかった。

### 記録
| 年   | No. | ドライバー | 1   | 2   | 3   | 4   | 5   | 6   | 7   | 8   | 9   | 10  | 11  | 12  | 13  | 14  | 15  | 16  | 17  | 18  | 19  | ポイント | ランキング |
| 年   | No. | ドライバー | BHR | AUS | MAL | CHN | ESP | MON | TUR | CAN | EUR | GBR | GER | HUN | BEL | ITA | SIN | JPN | KOR | BRA | ABU | ポイント | ランキング |
| ---- | --- | ---------- | --- | --- | --- | --- | --- | --- | --- | --- | --- | --- | --- | --- | --- | --- | --- | --- | --- | --- | --- | -------- | ---------- |
| 2010 | 7   | マッサ     | 2   | 3   | 7   | 9   | 6   | 4   | 7   | 15  | 11  | 15  | 2   | 4   | 4   | 3   | 8   | Ret | 3   | 15  | 10  | 396      | 3位        |
| 2010 | 8   | アロンソ   | 1   | 4   | 13  | 4   | 2   | 6   | 8   | 3   | 8   | 14  | 1   | 2   | Ret | 1   | 1   | 3   | 1   | 3   | 7   | 396      | 3位        |

- 太字はポールポジション、斜字はファステストラップ。(key)